# Sebastian Schipper
Sebastian Schipper (* 8. května 1968) je německý herec a režisér. Narodil se v Hannoveru a studoval na filmové škole Otto Falckenberga v Mnichově. Svou první filmovou roli dostal v roce 1992, kdy hrál ve filmu Kleine Haie režiséra Sönke Wortmanna. Jako režisér debutoval v roce 1999 filmem Gigantický.

## Filmografie
- Kleine Haie (1992) – herec
- Anglický pacient (1996) – herec
- Zimní spáči (1997) – herec
- Milostné scény z planety Země (1998) – herec
- Lola běží o život (1998) – herec
- Gigantický (1999) – režisér
- Princezna a bojovník (2000) – herec
- Fremde Freundin (2000) – herec
- England! (2000) – herec
- Sloní srdce (2002) – herec
- Ganz und gar (2003) – herec
- Die Nacht singt ihre Lieder (2004) – herec
- Die Blaue Grenze (2005) – herec
- Kámoš (2006) – režisér
- Na sklonku srpna (2009) – režisér
- Tři (2010) – herec
- Ludvík II. Bavorský (2012) – herec
- Zwischen Welten (2014) – herec
- I Am Here (2014) – herec
- Victoria (2015) – režisér